# Lago Blanco (ort)
Lago Blanco är en ort i Argentina.   Den ligger i provinsen Chubut, i den södra delen av landet, 1 700 km sydväst om huvudstaden Buenos Aires. Lago Blanco ligger 576 meter över havet och antalet invånare är 194.
Terrängen runt Lago Blanco är kuperad söderut, men norrut är den platt. Trakten runt Lago Blanco är nära nog obefolkad, med mindre än två invånare per kvadratkilometer..
Omgivningarna runt Lago Blanco är i huvudsak ett öppet busklandskap.